# Samotni biegacze

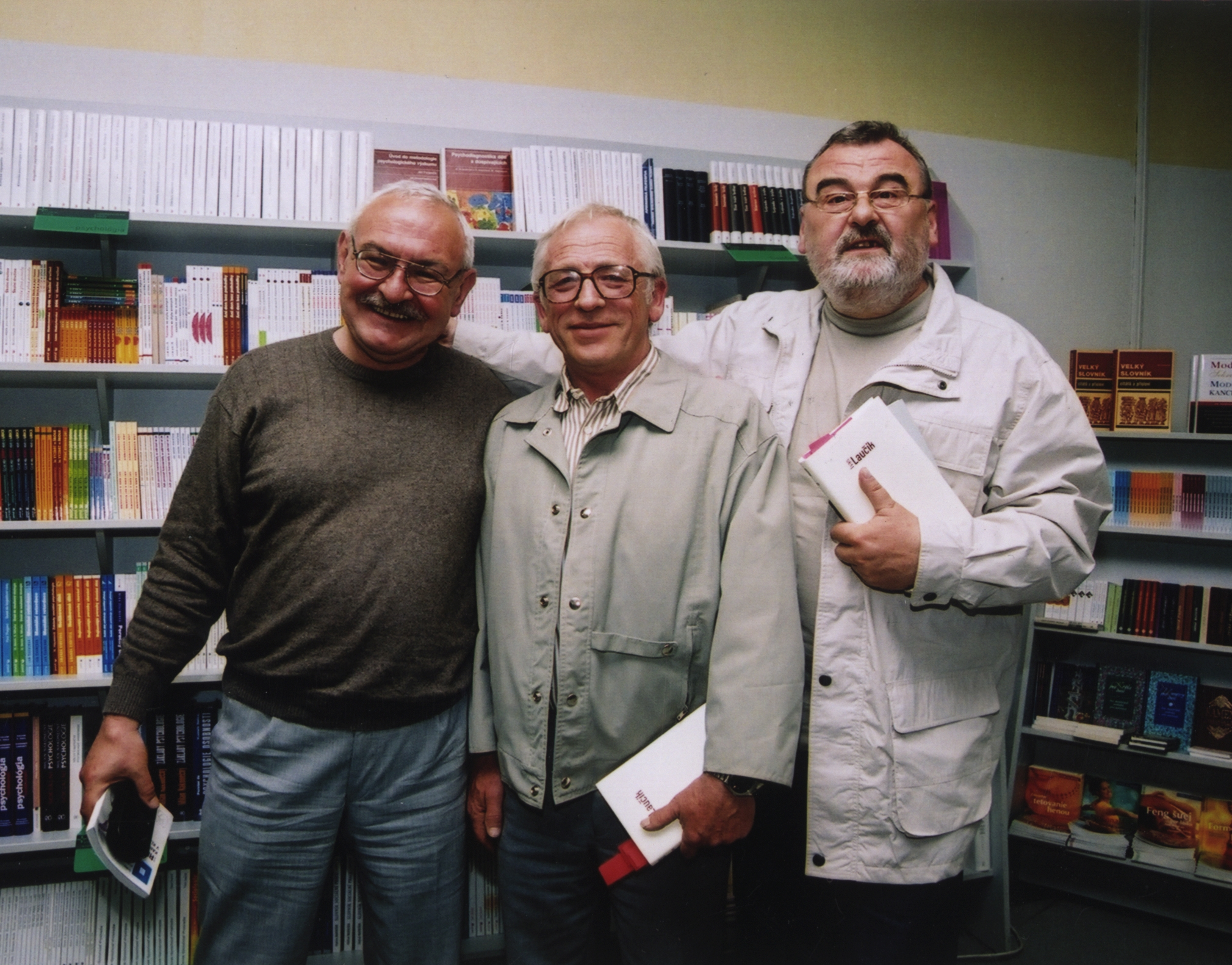
Samotni biegacze roku 2004: od lewej Peter Repka, Ivan Laučík i Ivan Štrpka

Samotni biegacze – słowacka grupa literacka. Utworzyli ją w 1964 r. trzej autorzy modernistycznej poezji i prozy – Ivan Štrpka, Ivan Laučík i Peter Repka. Ich dewiza brzmiała: „Aby powróciły dobre anioły ludzkości do naszych umysłów i uczuć – szczerość mówienia, szlachetność zamiarów i prawość czynów”.
Twórczość poszczególnych twórców z grupy „Samotni biegacze” wyraźnie różni się od siebie. Łączy ich jedynie moralne i społeczne przesłanie. Poza tą wspólną bazą, każdy z nich jest różny, porusza się w swoim otoczeniu i tworzy czerpiąc z własnych doświadczeń i wrażliwości.
Istnienie grupy obwieszczał manifest „Zalety trójnogich słowików” (Prednosti trojnohých slávikov) i wspólne wystąpienie nazwane „Powrót aniołów” (Návrat anjelov).
Peter Repka wyjechał z żoną i zamieszkał w Niemczech, a Ivan Laučík na prowincji, gdzie pracował jako nauczyciel.
W 2019 roku Martin Repka nakręcił film Osamelí bežci: Ideme ďalej! (Samotni biegacze: Idziemy dalej).